# Nikko Norte
Nikko Norte (Rotterdam, 2 maart 1964) (ten tijde van zijn stierenvechtperiode bekend onder de naam Nikkolay Norte "El Holandes") is een Nederlandse schrijver en gezondheidscoach.

## Levensloop
Norte bezocht het Rotterdamse Libanon Lyceum, vervulde in Nederland zijn dienstplicht als commando, reisde jarenlang over de wereld en belandde in 1994 in Spanje, waar hij in 1995, na een korte onderbreking op een marihuanaplantage in het Marokkaanse Rifgebergte, matador werd.
Rond 2000 herenigde een televisiereportage die Reinout Oerlemans over Norte maakte hem met zijn zoon. Norte onderbrak in deze periode zijn carrière in de arena en ontwikkelde in die periode de holbewonercode.
Van 2006 tot 2009 bracht Norte onder de vlag van de Nederlandse krijgsmacht twee jaar door in Uruzgan, Afghanistan. Hij werd in die periode van sergeant bevorderd tot sergeant-majoor, tot eerste luitenant en uiteindelijk tot kapitein. De ervaringen die hij daar opdeed beschreef hij in het boek Onvoorspelbaar verleden. Hierin uitte hij kritiek op de manier waarop de missie werd uitgevoerd.